# Mara Mednik
Mara Mednik (* 12. Oktober 1940 in Leningrad; † 16. März 2024 in Berlin) war eine in Hamburg lebende russisch-deutsche klassische Pianistin und Hochschulprofessorin.

## Werdegang
Mednik begann im Alter von drei Jahren mit dem Klavierspiel und trat mit fünf Jahren in der Leningrader Philharmonie auf.
Ab dem siebten Lebensjahr erhielt sie Unterricht an der Spezialschule für Musik, den sie mit Auszeichnung abschloss. Sie setzte ihre Studien am Leningrader Konservatorium bei Nadeschda Golubowskaja (1891–1975) fort und beendete ihre Aspirantur bei Berta Marants, einer Schülerin von Heinrich Neuhaus. Im Jahr 1992 siedelte sie nach Deutschland um.
Sie tritt vor allem als Kammermusikerin auf und hatte Professuren für Klavierbegleitung an den Musikhochschulen, Hamburg, Detmold, Berlin (2000 bis 2004 begleitete sie die Cello-Klasse von Boris Pergamenschtschikow an der Hochschule für Musik Hanns Eisler Berlin) und Rostock inne.
Zu ihren musikalischen Partnern gehören u. a. Arkadi Marasch, Gustav Rivinius, Dmitri Makhtin, Emil Rovner, Gavriel Lipkind, Danjulo Ishizaka, Alina Pogostkina, Sebastian Klinger, Julian Steckel, Suyoen Kim, Alexander Buzlov und Vilde Frang. Sie begleitete Meisterkurse von Yfrah Neaman, Zakar Bron, Galina Wischnewskaja, Abram Stern, Thomas Brandis und Gary Hofmann und fuhr darüber hinaus mit Erfolg zu internationalen Wettbewerben nach Washington, Genua, Warschau, Moskau, Pretoria, Helsinki, Paris und Montreal.
Es folgten mehrere CD- und Rundfunkaufnahmen beim WDR, NDR und SWR.
Bei internationalen Violin- und Cellowettbewerben wirkte sie als offizielle Pianistin mit, so beim Spohr-Wettbewerb in Freiburg, beim Sarasatewettbewerb in Pamplona, beim Emanuel-Feuermann-Wettbewerb in Berlin, beim Casalswettbewerb in Kronberg und dem Deutschen Musikwettbewerb in Berlin. Sie ist offizielle Pianistin des Wettbewerbs des deutschen Musikinstrumentenfonds der Deutschen Stiftung Musikleben. Sie konzertierte u. a. im Concertgebouw Amsterdam, der Berliner Philharmonie, der Laeiszhalle Hamburg, dem Münchener Gasteig.

### Privates
Mara Mednik war verheiratet mit dem Flugzeugingenieur Wladimir Blumin und ist die Mutter der Pianistin Elisaveta Blumina.

## Preisverleihungen
Siebenmal erste Preise für die beste Klavierbegleitung bei Violinwettbewerben in Europa markierten den Beginn einer internationalen Konzerttätigkeit, die sie zu Festivals, wie dem Schleswig-Holstein Musik Festival, den Festspielen Mecklenburg-Vorpommern, dem Beethovenfest Bonn oder den Schwetzinger Festspielen führte.